# Експорт даних
Експорт даних (від англ. export) — перетворення і запам'ятовування даних з початкового формату в інший формат, який буде читатися певною програмою, призначеною для користувача. При цьому, звичайно, можлива сумісність з різними програмами.
Виведення всіх або частини даних з поточного файла/документа/бази даних (в тому числі у пристрій оперативного запам'ятовування) у зовнішнє джерело. Часто супроводжується конвертацією (переведенням) даних з одного формату в інший.

## Ди. також
- Імпорт і експорт даних
- Імпорт даних
- Конвертація даних